# Denkmal für die schlesischen Aufständischen

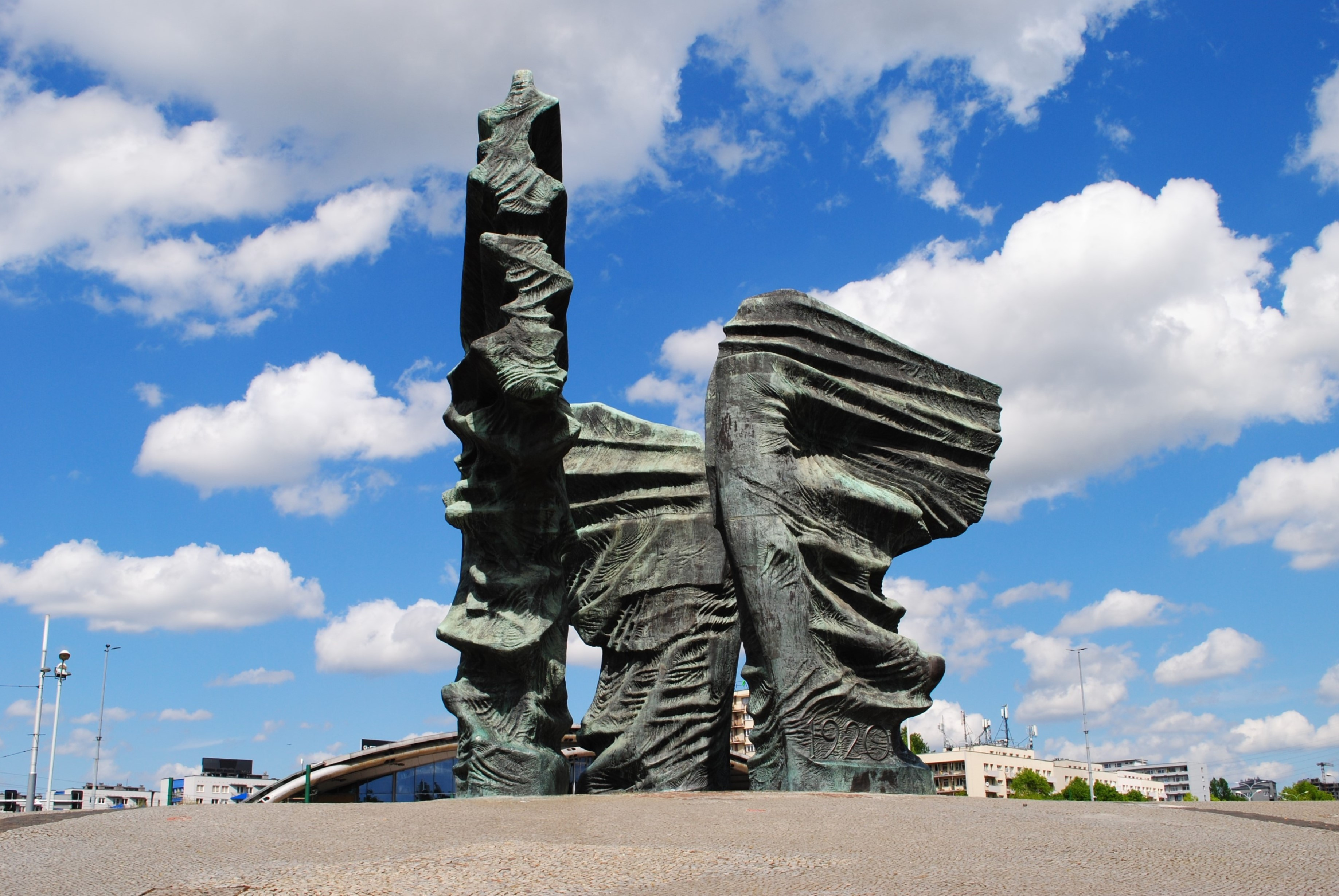
Ansicht der drei „Flügel“, 2024

Das Denkmal für die schlesischen Aufständischen (polnisch Pomnik Powstańców Śląskich) ist ein Denkmal in Katowice (deutsch Kattowitz) in Polen. Es erinnert an die drei Aufstände in Oberschlesien der Jahre von 1919 bis 1921 und wurde 1967 eingeweiht. Im Volksmund „Flügel“ genannt, gehört es zu den Wahrzeichen der Stadt.

## Lage
Das Denkmal liegt im Nordwesten des Stadtbezirks Śródmieście (Innenstadt) am Rondo Generała Jerzego Ziętka beziehungsweise an der Kreuzung der Aleja Wojciecha Korfantego und der Aleja Walentego Roździeńskiego. Im Norden befindet sich die Arena „Spodek“, im Nordosten die KTW-Hochhäuser (ehemals 1974–2015 das DOKP-Hochhaus).

## Geschichte
Der erste Aufstand dauerte vom 16. bis zum 24. August 1919, der zweite vom 19. bis zum 25. August 1920 und der dritte vom 2. Mai bis zum 5. Juli 1921. Er wird als erfolgreich beurteilt, da Polen ein deutlich größeres Gebiet der Region erhielt als unmittelbar nach der Volksabstimmung geplant war.
Der Woiwode Jerzy Ziętek setzte sich in den 1960er-Jahren für die Errichtung eines Denkmals ein. Den Wettbewerb für die Gestaltung des Denkmals gewann der Bildhauer Gustaw Zemła (* 1931), der vom Architekten Wojciech Zabłocki bei der Gesamtkonzeption unterstützt wurde. Die Finanzierung des großen Denkmals blieb ein Problem. Die Parteiführung war mehr an der raschen Entwicklung der Industrie in der Region interessiert. Es wurde dann beschlossen, dass das Denkmal ein Geschenk Warschaus an Schlesien sein sollte. Viele Einwohnern waren dafür, da die Schlesier den Wiederaufbau der zerstörten Hauptstadt unterstützt hatten.

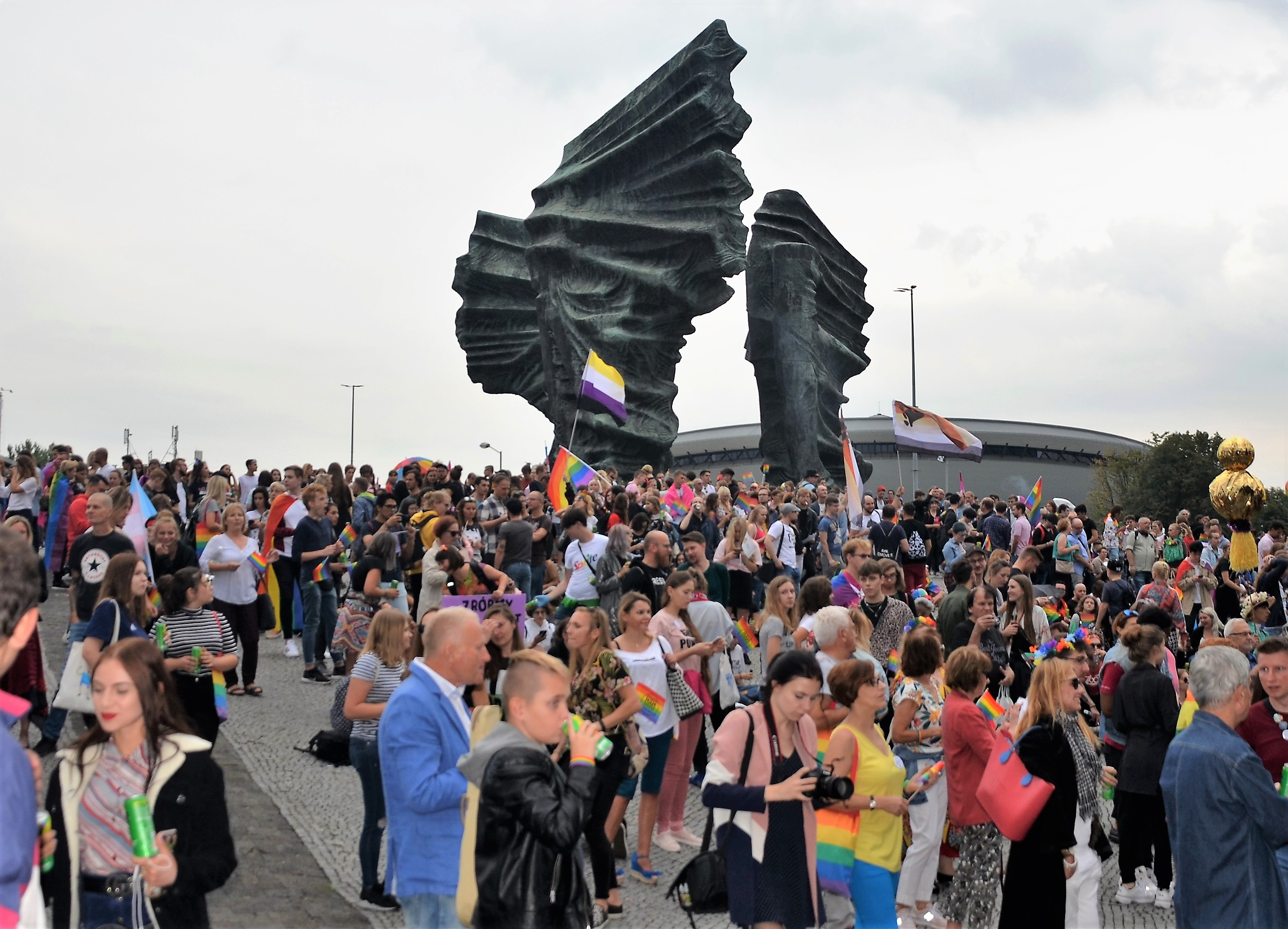
Denkmal und „Spodek“ beim Marsch für die Gleichheit 2019

Ein möglicher Standort war der Feliks-Dzierżyński-Platz (heute Plac Sejmu Śląskiego). Vor dem Hauptquartier des PZPR-Komitees gelegen, war er jedoch für ein Parteidenkmal reserviert. Nach langen Diskussionen wurde ein freier Platz ausgewählt, wo es am besten zur Geltung kam. Der dort bestehende Friedhof mit Gräbern von Soldaten der Roten Armee wurde in den Tadeusz-Kościuszko-Park verlegt. Für den Bildhauer war es sein erstes Denkmal, das er aber auch als „sein bestes Denkmal“ bezeichnet. Er sei zu jener Zeit „von Flügeln besessen“ gewesen, da sie „real und symbolisch zugleich waren“. Der „Koloss“ machte Probleme beim Gießen, Transport und Zusammenbau. Gießerei war ein Werk in Gliwice (Gleiwitz).
Gestaltet von Ryszard Dudzicki gab die Poczta Polska am 21. Juli 1967 eine Briefmarke mit dem Bild des Denkmals im Nennwert von 60 Groszy heraus. Das Denkmal wurde am 1. September 1967 eingeweiht. Bei der offiziellen Namensgebung hatte sich General Ziętek gegen den von Marschall Marian Spychalski vorgeschlagenen Namen „Denkmal für die Helden der Schlesischen Aufstände“ durchsetzen können.
Das Denkmal wurde am 19. Februar 2024 unter der Nummer A/1348/24 in das nationale Verzeichnis der Baudenkmäler der Woiwodschaft Schlesien aufgenommen.

## Beschreibung

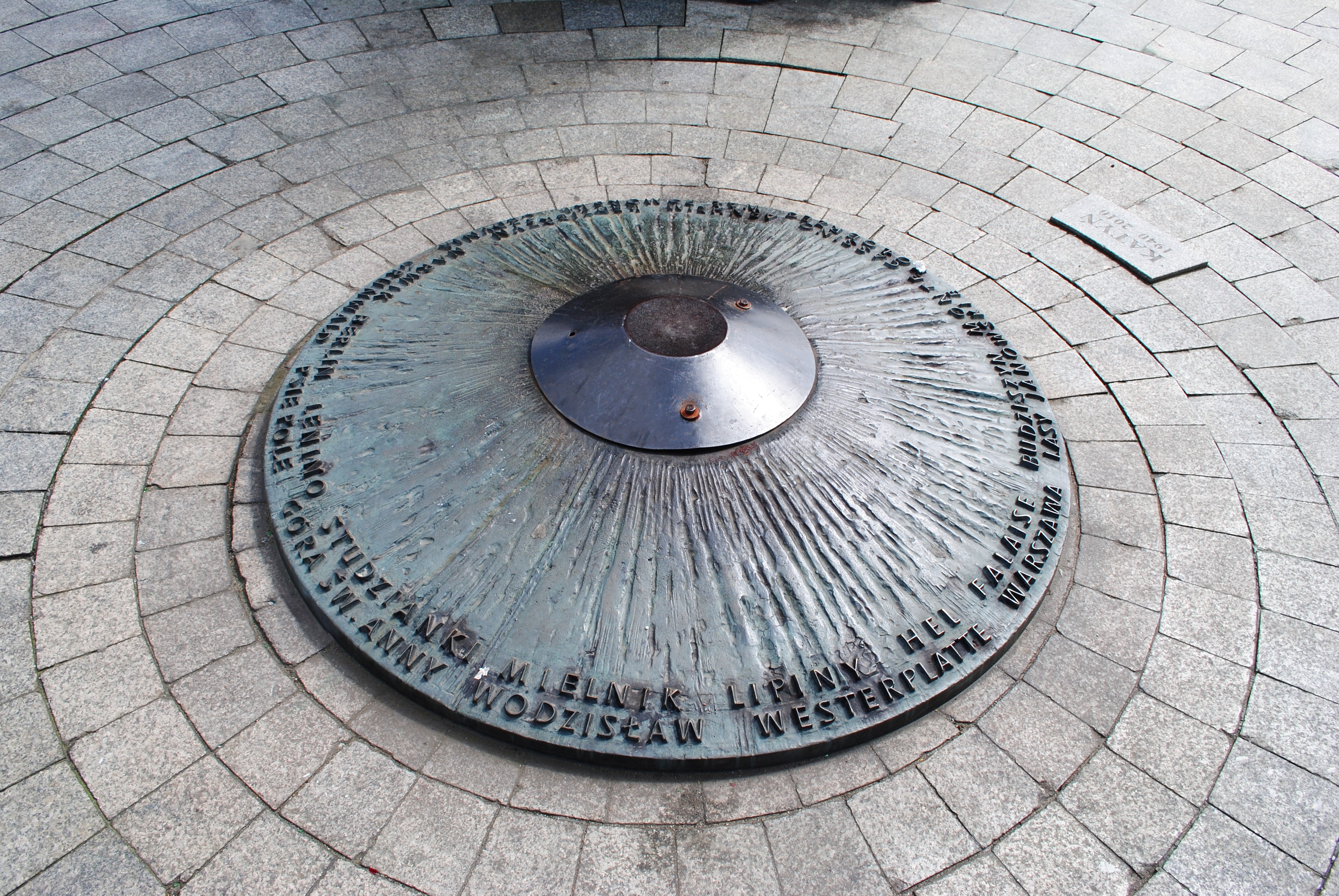
Verschlossene Einfassung der ewigen Flamme, 2024

Das Denkmal verfügt über keinen klassischen Sockel. Drei „monumentale Flügel“ wachsen direkt aus dem Boden. Sie erinnern mit den jeweiligen Jahreszahlen 1919, 1920 und 1921 an die drei Aufstände in Oberschlesien. Die Inschrift mit dem Namen des Bildhauers „GUSTAW • ZEMŁA • 1966“ ist einen halben Meter über dem Boden abgebracht. Der künstlich angelegte Hügel hat einen bastionsförmigem Abschluss. Eine halbkreisförmige Mauer zeigt die Inschrift „Warszawa Powstańcom Śląskim“ (Warschau den Schlesischen Aufständischen). Einige Inschriften mit Städtenamen fielen Metalldieben zum Opfer. Im Zentrum brannte eine ewige Flamme. Ihre Metalleinfassung nennt Orte in Schlesien sowie Orte von Schlachten des Zweiten Weltkriegs, unter anderem Westerplatte, Hel und Falaise. Ein Pflasterstein trägt die Inschrift „KATYŃ | 1940 2010“. Im südlich und östlich angelegten Park stehen noch einige Bäume des ehemaligen Ritterguts der Familie Tiele-Winckler.